# Туристичний килимок

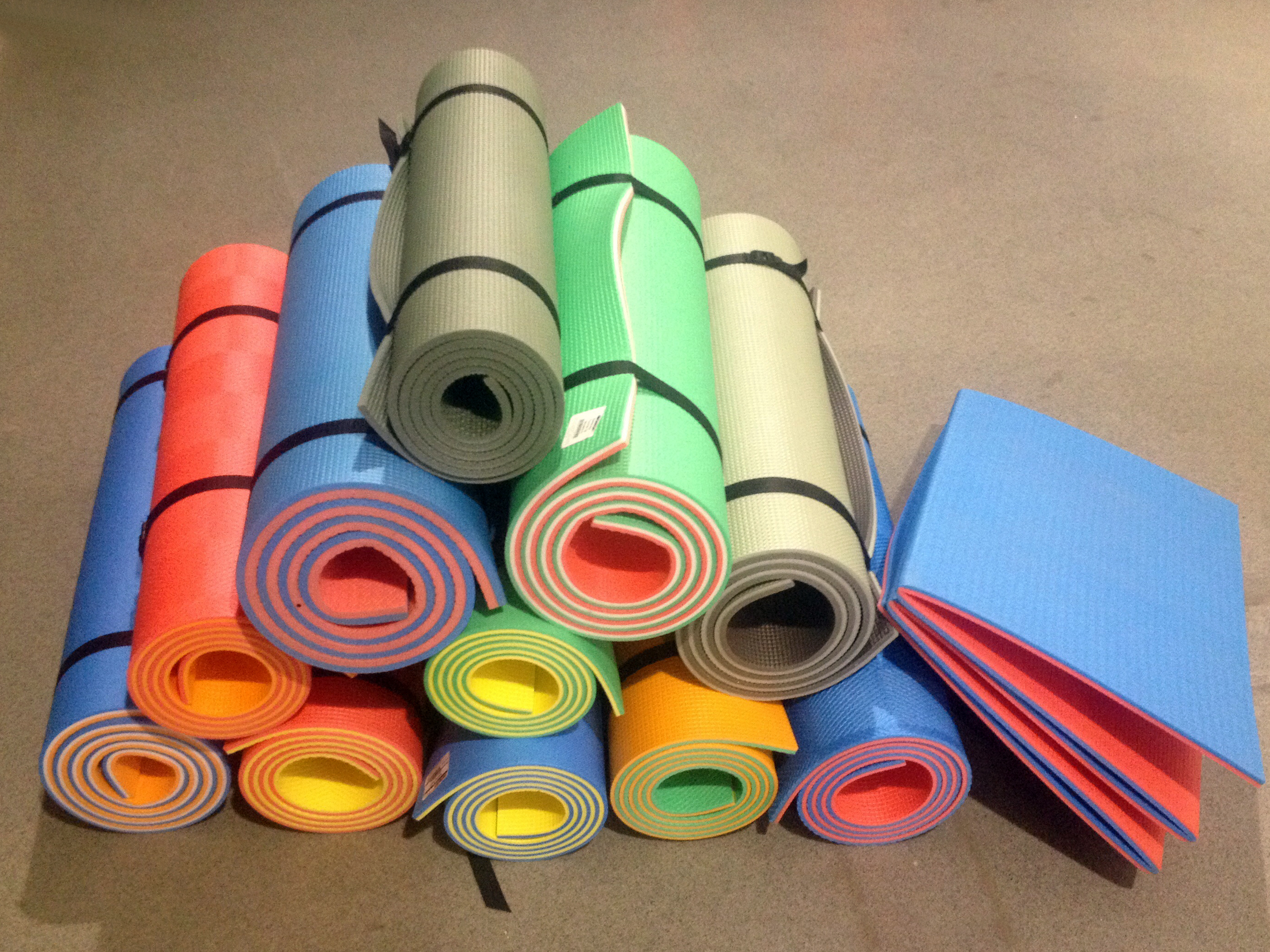
Згорнені туристичні килимки зі спінених полімерів

Туристичний килимок (розмовне «каримат», «пінка») — килимок для підвищення комфорту лежачої чи сидячої людини на непризначених для цього поверхнях. Туристичні килимки захищають тіло людини (чи інші розміщені на ньому предмети) від прохолоди, вологи та нерівностей поверхні. В умовах туристичного походу підкладається під спальний мішок. Килимок розміщують на дні намету, підлозі чи безпосередньо на землі.
На сьогодні[коли?] поширені два типи туристичних килимків: килимки зі спінених полімерів та надувні килимки. Обидва типи використовують повітряну ізоляцію.

## Етимологія
Поширена назва «каримат» походить від однойменних (англ. Karrimat) килимків британського підприємства з виробництва туристичного спорядження Karrimor, заснованого 1946 року, який був названий Karrimat. Згодом назва Karrimat дуже щільно увійшла в звичку, витіснивши словосполучення «туристичний килимок», що привело до появи слова «каримат» спочатку в англійській мові, а потім і практично у всіх мовах світу.

## Килимки зі спінених полімерів
Найпоширенішими в Україні є саме туристичні килимки зі спінених полімерів. Такі килимки виготовляють з одного чи кількох прошарків спіненого поліетилену (PE), можливо, у поєднанні з прошарками фольги для підвищеної теплоізоляції. Іншим поширеним матеріалом є етиленвінілацетат (EVA), який має кращі теплоізоляційні властивості, але й більший об'єм.
Для підвищення товщини та пружності килимка у розгорненому вигляді також виготовляють килимки з певною текстурою чи формою. Це також використовують для затримки повітря в утворених комірках, а отже — вищої теплоізоляції.

## Надувні килимки

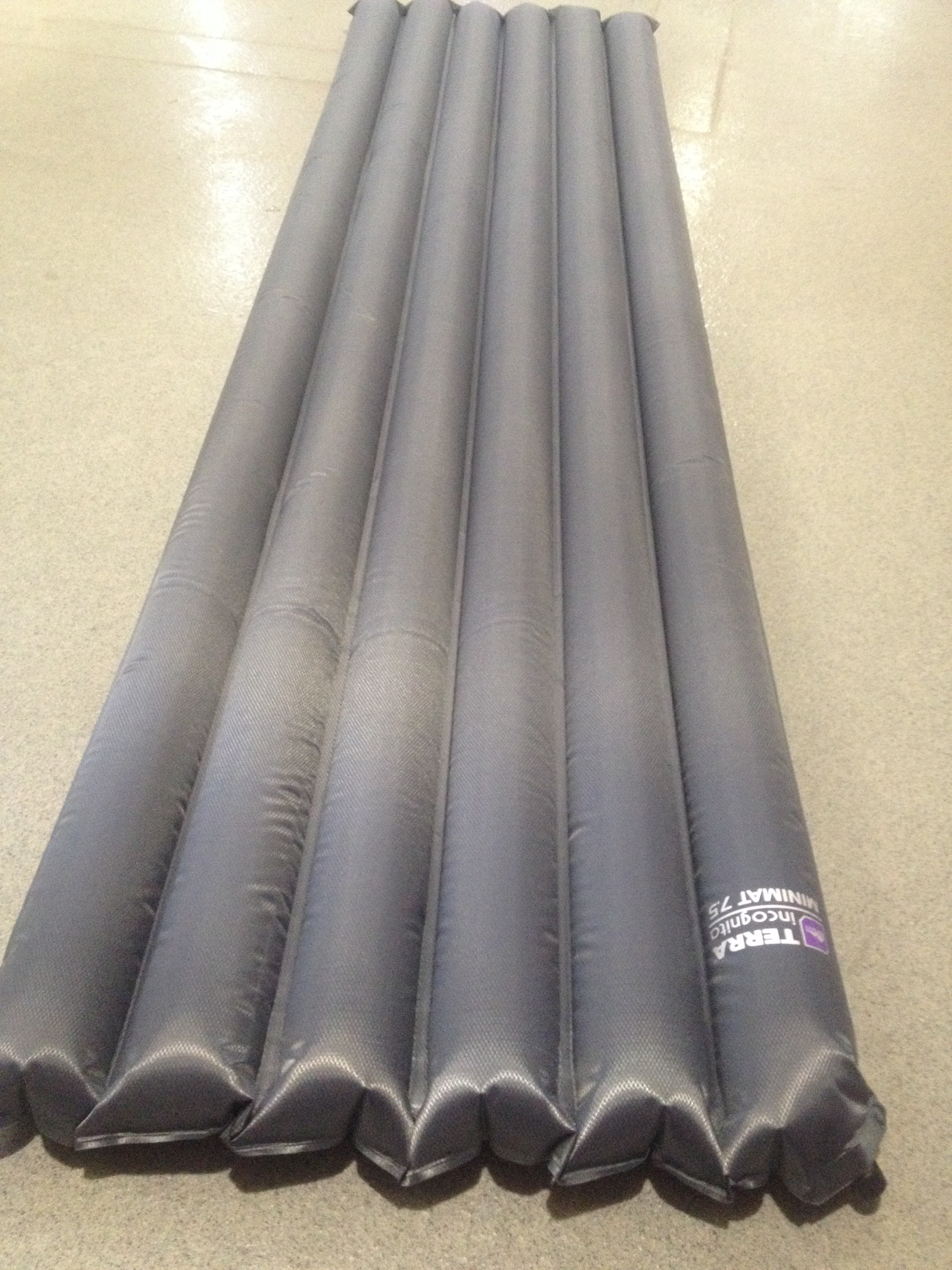
Надувний туристичний килимок

Надувні туристичні килимки, порівняно із пінополімерними килимками, мають перевагу у кращому згладжуванні нерівностей поверхні. Вони поділяються на похідні надувні матраци та самонадувні килимки.

### Надувні матраци
Надувні матраци становлять водо- та повітренепроникну оболонку (поліхлорвініл, поліестер), яка потребує зовнішній чинник тиску для надування, зазвичай — насос чи оральне надуття. Через значну товщину матрацу, повітря всередині нього циркулює і шляхом конвекції відбуваються значні втрати тепла. Складніші моделі матраців знижують цей ефект через розбиття внутрішньої порожнини на комірки чи заповнення її деяким матеріалом, таким як пух чи синтетичний наповнювач.

### Самонадувні килимки

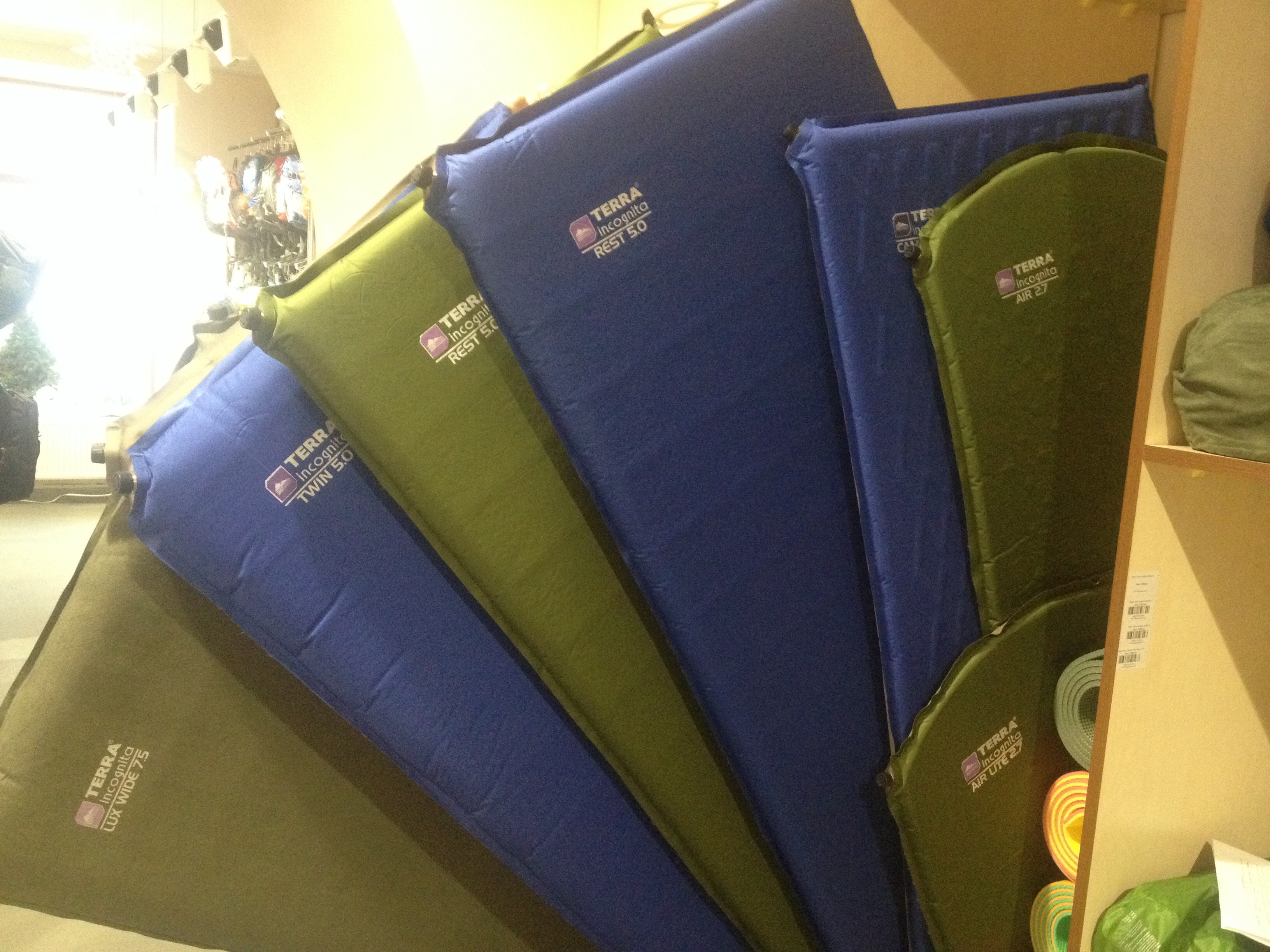
Самонадувні туристичні килимки

На відміну від звичайних надувних матраців, наповнювачем оболонки самонадувних килимків є пружний спінений полімер з відкритими порами (наприклад, спінений поліуретан, PU). Завдяки наповнювачу, такі килимки здатні повністю чи частково самостійно наповнюватися повітрям. Водночас вони позбавлені внутрішньої конвекції.
Серед недоліків самонадувних килимків також вирізняють їх порівняно низьку зносостійкість і високий ризик проколювання. Звісно, що проколювання самонадувного килимка не таке катастрофічне, як ушкодження надувного матраца, проте термоізоляційні його характеристики значно погіршуються.
Часто самонадувні килимки потребують підкачування, оскільки повітря всередині килимка охолоджується і зменшується в об'ємі. Підкачування можна здійснювати або спеціальним насосом (якщо передбачено таку можливість), або ротом. Останній спосіб сильно погіршує термоізолюючі властивості килимка через попадання в нього вологи з легень. Крім того, це може викликати появу цвілевих грибів усередині килимка, що істотно зменшує термін його експлуатації.
Самонадувні килимки було винайдено у США у 1971 році та тривалий час захищено патентами фірми Cascade Designs. Проте після закінчення терміну цих патентів виробляти самонадувні килимки почали й інші підприємства. До середини 1990-х цей тип килимків став найпоширенішим видом туристичних килимків у країнах Заходу.
Поширений розмір таких килимків — 183×51 см, типова вага — в межах 0,5–1 кг.